# Neochalcis hippotoides
Neochalcis hippotoides är en stekelart som först beskrevs av Masi 1916.  Neochalcis hippotoides ingår i släktet Neochalcis och familjen bredlårsteklar. Inga underarter finns listade i Catalogue of Life.